# Пуяллап
Пуяллап (англ. Puyallup) — місто (англ. city) в США, в окрузі Пірс штату Вашингтон. Населення — 42 973 особи (2020).

## Географія
Місто Пуяллап має координати 47°10′42″ пн. ш. 122°17′8″ зх. д. / 47.17833° пн. ш. 122.28556° зх. д. (47.178425, -122.285572).  За даними Бюро перепису населення США в 2010 році місто мало площу 36,36 км², з яких 36,07 км² — суходіл та 0,29 км² — водойми.

## Демографія
Згідно з переписом 2010 року, у місті мешкали 37 022 особи в 14 950 домогосподарствах у складі 9528 родин. Густота населення становила 1018 осіб/км².  Було 16171 помешкання (445/км²).
Расовий склад населення:
| - 84,4 % — білих - 3,8 % — азіатів - 2,1 % — чорних або афроамериканців - 1,4 % — корінних американців - 0,7 % — вихідців з тихоокеанських островів - 2,1 % — осіб інших рас |

До двох чи більше рас належало 5,5 %. Частка іспаномовних становила 6,9 % від усіх жителів.
За віковим діапазоном населення розподілялося таким чином: 23,6 % — особи молодші 18 років, 64,0 % — особи у віці 18—64 років, 12,4 % — особи у віці 65 років та старші. Медіана віку мешканця становила 36,8 року. На 100 осіб жіночої статі у місті припадало 92,3 чоловіків;  на 100 жінок у віці від 18 років та старших — 89,1 чоловіків також старших 18 років.
Середній дохід на одне домашнє господарство  становив 77 548 доларів США (медіана — 63 376), а середній дохід на одну сім'ю — 91 447 доларів (медіана — 77 089). Медіана доходів становила 54 658 доларів для чоловіків та 45 151 долар для жінок. За межею бідності перебувало 10,5 % осіб, у тому числі 12,6 % дітей у віці до 18 років та 8,0 % осіб у віці 65 років та старших.
Цивільне працевлаштоване населення становило 18 605 осіб. Основні галузі зайнятості: освіта, охорона здоров'я та соціальна допомога — 23,5 %, роздрібна торгівля — 14,9 %, виробництво — 10,9 %, будівництво — 9,4 %.

## Економіка та культура
У місті є господарство з розведення пстругів, сільськогосподарська дослідна ферма, кілька підприємств деревообробної та харчової промисловості. Місто відоме фестивалем нарцисів.